# Avimimus
Avimimus ("imitador d'ocell", del llatí) és un gènere de dinosaure maniraptor que va viure al Cretaci superior en el que avui en dia és Mongòlia, fa uns 70 milions d'anys.